# Corey Pavin

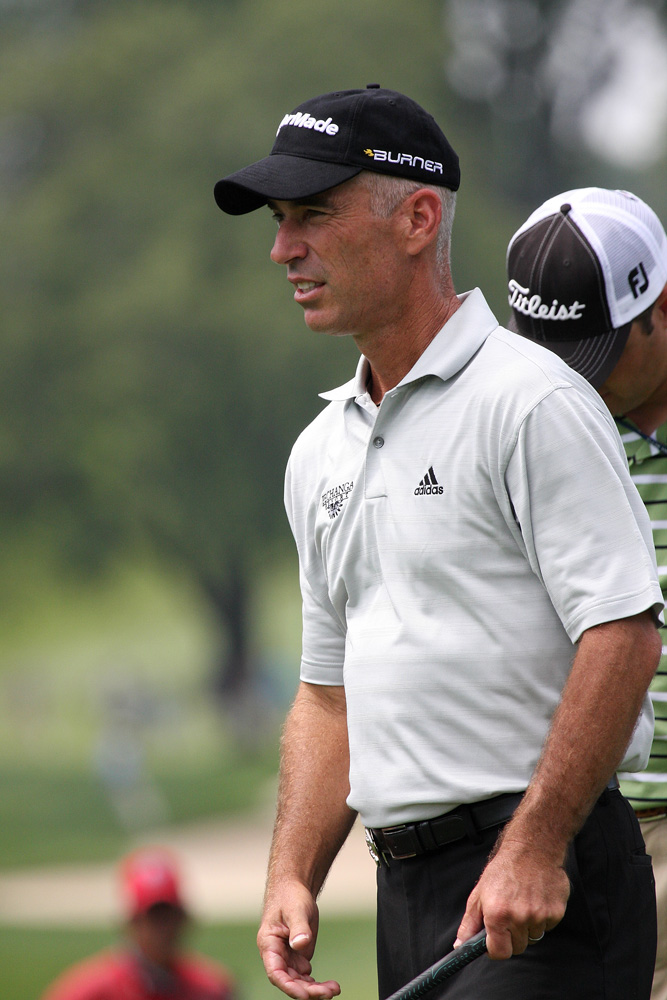
2008

Corey Allen Pavin (Oxnard, Californië, 16 november 1959) is een professioneel golfer uit de Verenigde Staten. In 2010 is hij captain van het Amerikaanse Ryder Cup team. In de periode 1986 - 1997 stond Pavin ruim 150 weken in de top-10 van de wereldranglijst.

## Amateur
Pavin studeerde aan de UCLA. In die tijd won hij het North and South Amateur (1981) en speelde hij in de Walker Cup. 

## Professional
Pavin werd in 1982 professional en won in 1983 al enkele toernooien. In 1984 behaalde hij zijn eerste overwinning op de Amerikaanse PGA Tour, het Houston Open. In 1991 stond hij nummer 1 op de Amerikaanse Order of Merit, en was daarmee de laatste die op die plaats stond en minder dan een miljoen dollar verdiende.
Na het winnen van het US Open in 1995 stond hij op de 5de plaats van de Official World Golf Ranking, zijn beste positie ooit. In 1996 won hij nog de Colonial, maar daarna werd het stil totdat hij in de eerste ronde van het US Bank Kampioenschap van 2006 de eerste negen holes in 28 slagen (-8) speelde, een record op de Amerikaanse Tour. Het werd zijn 15de overwinning in de Verenigde Staten.  

### Gewonnen

#### Amerikaanse PGA Tour
- 1984: Houston Coca-Cola Open
- 1985: Colonial National Invitation
- 1986: Hawaiian Open
- 1986: Greater Milwaukee Open na play-off tegen Dave Barr
- 1987: Bob Hope Chrysler Classic, Hawaiian Open na play-off tegen Craig Stadler
- 1988: Texas Open -21
- 1991: Bob Hope Chrysler Classic na playoff tegen Mark O'Meara, BellSouth Atlanta Golf Classic na play-off tegen Steve Pate
- 1992: Honda Classic na play-off tegen Fred Couples
- 1994: Nissan Los Angeles Open
- 1995: Nissan Open, US Open
- 1996: MasterCard Colonial
- 2006: US Bank Championship

#### Europese PGA Tour
- 1983: Lufthansa German Open

#### Japan Golf Tour
- 1985: ABC Cup (tie met Tateo "Jet" Ozaki)
- 1994: Tokai Classic

#### Australaziatische PGA Tour
- 1984: New Zealand Open
- 1985: New Zealand Open

#### Elders
- 1983: South African PGA Championship, Calberson Classic (Europa)
- 1993: Toyota World Match Play Championship (Europa)
- 1995: Asian Masters, Million Dollar Challenge (Zuid-Afrika)
- 1996: Ssang Yong International Challenge (Zuid-Korea)
- 1999: Martel Skins Game (Taiwan)

### Teams
- Ryder Cup: 1991 (winnaars), 1993 (winnaars), 1995, 2010 (captain).
- Presidents Cup: 1994 (winnaars), 1996 (winnaars)
- Nissan Cup: 1985
- VS vs Japan: 1982